# Dapanoptera plenipennis
Dapanoptera plenipennis là một loài ruồi trong họ Limoniidae. Chúng phân bố ở miền Australasia.